# Pablo Hervías
Pablo Hervías Ruiz (Logroño, 8 marzo 1993) è un calciatore spagnolo, centrocampista dell'Amorebieta.